# Ngerechong
Ngerechong ist eine Insel im Südosten der Inselrepublik Palau im Pazifischen Ozean.

## Geographie
Die Insel liegt, wie auch die südlichen Nachbarn Ngesual und Ngebad, auf der Riffkrone und bildet die nordöstliche Verlängerung der Insel Peleliu. Sie liegt nahe der Grenze zum palauischen Teilstaat Koror. Nur die Denges-Passage trennt sie von den Mecherchar-Inseln. Der Grundriss der Insel hat Dreiecksform. Die Grundseite zieht sich entlang der Riffkante von Süden nach Nordosten, während die Nordwestspitze des Dreiecks entlang der Passage lang ausgezogen ist.